# Phobos (série littéraire)
Pour les articles homonymes, voir Phobos.
Phobos est une série de romans de science-fiction rédigés par Victor Dixen et publiés chez Robert Laffont. La série, destinée aux jeunes adultes et aux adolescents , se compose de quatre tomes de l’histoire principale et d'un tome de l’histoire du passé. Le titre de l’œuvre est une référence au plus grand satellite de Mars.

## Contexte
La série se déroule dans un futur indéterminé, où la NASA et tous les sites publics sont rachetés par une entreprise privée du nom d'Atlas Capital pour réduire la dette publique américaine. L'expédition sur Mars se fait sous forme d'une téléréalitéoù six filles et six garçons qui ne se connaissent pas doivent se rencontrer pour former six couples sur mars. Cette émission a une directrice exécutive qui se nomme Serena Mc Bee. Leur but est de gagner beaucoup d'argent.

## Résumé
Ils sont six filles et six garçons, dans les deux compartiments séparés d’un même vaisseau spatial. Ils ont six minutes chaque semaine pour se séduire et se choisir, sous l’œil des caméras embarquées. Ils sont les prétendants du programme Genesis, l’émission de speed-dating la plus folle de l’Histoire, destinée à créer la première colonie humaine sur Mars.
Léonor, orpheline de 18 ans, est l’une des six élues. Elle a signé pour la gloire. Elle a signé pour l’amour. Elle a signé pour un aller sans retour…
Même si le rêve vire au cauchemar, il est trop tard pour regretter.

### Phobos 1
Douze prétendants sans attaches issus de tous horizons, composé de six filles et six garçons embarquent vers Mars, après un an de formation dans la Vallée de la Mort, dans une télé-réalité basée sur la formation de couples qui permettront la colonisation d'un nouveau monde. Durant le voyage, Léonor rencontrera sous forme de speed-dating, chacun des six garçons qui vivent de l'autre côté du vaisseau.

### Phobos 2
Les couples sont maintenant formés, cependant, les pionniers ont découvert grâce à Léonor que la base de New Eden n'était pas viable sur le long terme et qu'ils risquaient d'y mourir. Arrivés à destination ils doivent choisir entre descendre quand même sur Mars ou tenter de rentrer sur Terre sans aucune provision.

### Phobos 3
Marcus avoue un lourd secret à Léonor, ce qui creuse un fossé entre eux. Cette révélation inattendue fait l'effet d'une bombe faisant tomber tous les masques et changeant à jamais la vie des pionniers.

### Phobos 4
Les pionniers sont finalement rentrés sur terre, mais à quel prix ? Sont ils vraiment sortis d'affaire ?
Kris et sa fille, Eden, restent bloquées sur le Cupido, tandis que Mozart les rejoint, pourchassés par son ancien gang de drogue. Entre révélations, et intérêt mondial, projets des uns et des autres, aucun n'est à l'abri d'une étrange découverte...

### Phobos 0
Écrit après la saga, Phobos Origines aborde la phase de préparation en vue de l'expédition spatiale. Sont abordées, les moments clés de la formation des 6 garçons avant l'embarquement pour Mars ainsi que de leur processus de sélection et le choix des sponsors.

## Personnages

### Pionniers
- Léonor : Elle est l'héroïne de cette saga. Léonor est la pionnière française du programme. Elle a tendance à réagir au quart de tour et a un caractère plutôt fort. Elle possède une large brulure dans le dos, stigmate d'un ancien traumatisme de son enfance où elle avait involontairement déclenché un incendie dans la maison d'une de ses familles d'accueil. Cette brulure, qu'elle appelle "la salamandre" lui parle et révèle ses plus grandes craintes et ses doutes. Lors des speed dating organisés par Serena McBee, elle a deux prétendants qui tombent sous son charme, Mozart et Marcus. Elle se mariera finalement avec Marcus malgré les points communs qu'elle a avec Mozart (ils ont tous les deux été abandonnés par leurs parents) mais finit à la fin de la saga en couple avec Mozart à la suite de la mort de Marcus d'une maladie génétique. Passionnée d'arts, elle milite contre le réchauffement climatique et les réfugiés climatiques. Sa chaîne est Home Planet.
- Alexeï : Il est le chef des pionniers et représente la Russie. Il est marié à Kirsten et a une fille avec cette dernière : Eden. Mais il ne la connaîtra jamais car il se fera tuer par sa femme manipulée par Serena Mcbee. Alexeï a vécu à Moscou avant de s'embarquer à bord du Cupido. Il faisait partie d'une bande d'adolescents se battant contre d'autres clans. Il a été battu par son père et c'est donc sans regret qu'il quitte la Terre pour Mars alors qu'il a 18 ans. Tyrannique, il s'auto-proclame chef du groupe. Il meurt à la fin du troisième tome.

- Kirsten : La meilleure amie de Léonor. C'est d'ailleurs elle qui lui a donné le surnom de "Machine à Certitudes". Kirsten vient d'Allemagne et a travaillé dans un restaurant à Berlin avant de partir sur Mars après la mort de sa mère (son père étant décédé depuis quelques années). Elle n'a pas souhaité participer à l'émission jusqu'à ce que sa seule amie, qui s'était inscrite, ne meurt. Lors du décollage du Cupido, elle a 18 ans et a un caractère plutôt calme : elle est la gentillesse et la bonté incarnée. Elle tombe tout de suite sous le charme d'Alexeï et c'est réciproque puisqu'il deviendra par la suite son mari et le père de sa fille. Sa chaîne Youtube dans le tome 4 est Space Family.

- Mozart : Mozart est le prétendant brésilien. Il est un ex-trafiquant de drogue. Il est également le responsable navigation des garçons. Amoureux de Léonor, il est tout de même d'abord marié à Elizabeth car "La Machine à Certitudes" préfère Marcus à lui. Néanmoins, ils finiront ensemble à la fin de la série, à la suite de la mort de Marcus. Mozart a vécu au Brésil dans une favela, à la suite de l'abandon de ses parents. Le programme Genesis représente pour lui une échappatoire au gang de l'Aranha (un gang de trafiquants de drogue dont il faisait partie).

- Kelly : Elle est la pionnière canadienne, la responsable navigation du côté fille. Plutôt détendue en apparence, elle a vécu, avant de monter à bord du Cupido dans une famille droguée. Elle a donc tout de suite détesté Mozart, qui est lui, trafiquant de drogue. Elle se marie à Kenji et ils formeront ensemble un très beau couple solidaire. Kelly s'entend bien avec les autres sauf avec Fangfang, qui est son opposée complet. Sa chaîne est Zombie girl.

- Fangfang : Elle est l'intellectuelle du groupe et également la plus âgée. Elle a vécu à Singapour et était diplômée de mathématiques pures délivré dans la plus prestigieuse école de la cité-état. Fangfang se marie au début avec Tao, car leurs cultures sont assez proches. Puis elle finit par s'en éloigner en apprenant son passé mais finit quand même par trouver le grand amour avec Valentin, le prétendant suisse de la deuxième saison  du programme. Sa chaîne est Observatory.

- Tao : Il est le prétendant chinois, grand, imposant et discret. Voltigeur dans un cirque, il s'est d'abord inscrit au programme Genesis avec son premier amour Xia qui est décédé à la suite d'un accident peu de temps avant le départ sur Mars. Tao a donc épousé Fangfang qui était très entreprenante à son égard. Une fois arrivé sur Mars, son épouse apprend son handicap en découvrant son fauteuil roulant puis son amour passé ce qui ne fait que creuser une distance grandissante entre eux. Il finit par tomber amoureux de Elizabeth, la danseuse du groupe avec qui il partage sa passion artistique et avec qui il va monter un spectacle sur le thème du programme Genesis afin de dénoncer les agissements de Serena Mcbee. Sa chaîne est Star Walker.

- Elizabeth "Liz" : Elle est la prétendante anglaise, une ancienne danseuse classique qui a vécu à Londres. Elizabeth a postulé au programme Genesis car sa mère lui mettait trop de pression. Elle a d'ailleurs triché lors d'un concours pour ne pas qu'elle soit déçue... Mais, Liz ayant échoué à son examen suivant de danse, elle ne peut pas entrer dans sa prestigieuse école et sa mère la renie. Liz est d'abord mariée avec Mozart mais devant le peu de sentiments qu'il éprouve pour elle, elle préfère divorcer et finit en couple avec l'ex mari de Fangfang, Tao, qui, lui tombe amoureux de la danseuse. Sa chaîne est Star Dancer, jumelle à celle de Tao.

- Samson : Il est le prétendant nigérien. Samson est un élève modèle et est le responsable en biologie du programme. Il se passionne, comme sa femme Safia pour la vérité et la justice et c'est ce qui les rapproche dès le début de la saga. Tous les deux sont d'ailleurs inséparables. Seulement, on apprend dans le troisième tome qu'il n'existe pas d'amour entre eux, que le sentiment qu'ils éprouvent l'un pour l'autre est de l'amitié, car Samson est gay et est amoureux de Mozart. Quand les autres prétendants l'apprennent, cela fait scandale, mais Safia soutient toujours Samson (qui l'avait prévenu au Parloir, lors d'une séance de speed-dating entre eux deux en usant d'une langue des signes). Samson finit néanmoins par se trouver un petit copain qui l'aimera et qui sera un infirmier. Il fonde une chaîne avec Safia nommé Truth and Justice.

- Marcus : Il est américain romantique et tatoué, également grand amour de Léonor. Avant le programme Genesis, il a d'abord vécu une idylle avec la fille de son sponsor avant que les mensonges de cette dernière sur son identité les séparent. Elle a ensuite sournoisement volé l'échantillon de Marcus recueilli par le programme afin de tomber enceinte de lui à son insu après son embarcation dans le programme spatial. Atteint d'une maladie rare pouvant causer sa mort à tout moment, il a d'abord choisi Léonor pour son pragmatisme car elle affirmait ne pas chercher l'amour avant de tomber éperdument amoureux d'elle. Une fois sur mars, il ne tardera pas à lui avouer sa maladie. Plus tard quand la possibilité d'un retour sur terre devient envisageable, il panique à l'idée que Léonor pourrait vouloir rester sur Mars avec lui, gâchant ainsi sa vie. Il décide de mentir en affirmant avoir sciemment poursuivit le programme Genesis sans prévenir ses camarades tout en ayant eu connaissance du rapport Noé. Il est par la suite jugé et enfermé pendant près d'un an avant d'être relâché à l'approche du retour sur terre. Il reverra une dernière fois son grand amour et lui avouera son mensonge et son amour infini avant de mourir dans ses bras, le sourire aux lèvres.

- Kenji : Le Japonais marié à Kelly est très introverti, intelligent et légèrement hypocondriaque. Après que la "maladie" de sa femme se soit déclaré, il décide de partir seul en expédition en direction des souterrains jusqu'à maintenant inexplorés. Il fera la découverte de la mutation génétique des animaux du rapport Noé et fera lui-même l'expérience de cette mutation qui lui permettra de devenir véritablement un martien. Grâce à lui, la mission de colonisation de mars sera finalement un succès. Kendji était appelé " le joyau céleste" par une secte qui le considérait comme un prophète qui irait communiquer avec les habitants de Mars.

- Safia : La prétendante indienne a fui la terre après avoir été reniée par sa famille à la suite de son refus de se marier. Gentille, intelligente et fervente défenseuse de la justice, elle s'est mariée à Samson malgré son homosexualité car elle tient en haute estime son amitié. A son retour sur Terre, elle a un nouveau compagnon, Matthew. Elle fonde une chaîne avec Samson baptisé Truth and Justice

### Autres personnages
Les McBee
- Serena McBee, animatrice d'un talkshow à succès et psychiatre de renommée internationale, elle était toute désignée pour devenir la productrice et présentatrice du projet Genesis. Assoiffée de pouvoir, elle se révèle être la pire ennemie des pionniers... Et de la démocratie. Hypnotiseuse de talent ayant une armée de sbires conditionnés à sa botte, elle compte bien conquérir le monde et écraser tous ceux qui se trouveront sur son passage. Elle devient présidente des États Unis, après en avoir tué le président.

- Harmony McBee, fille jalousement cachée de Séréna McBee, elle vit dans une prison dorée (la Villa McBee) sans jamais en sortir jusqu'au jour où Andrew Fisher s'introduit chez elle en quête d'informations. Ouvrant les yeux sur la véritable nature de sa mère et du monde grâce à lui elle se retrouve fugitive. Au fil du temps Harmony apprivoise le monde du dehors qu'elle ne connaît pas et devient une brillante jeune femme s'inscrivant même en droit à Berkeley. Remontant le fil de ses origines jusqu'en Écosse, elle y découvre par l'intermédiaire de sa tante Gladys McBee qu'elle n'est pas la fille de Séréna mais un de ses clones, destinés à lui servir de réserve d'organes. D'abord éprise du pionnier Mozart, elle se rend compte que son véritable amour est Andrew Fisher.

- Gladys McBee, sœur de Séréna et ancienne chirurgienne émérite, elle vit en Écosse où elle crée des clones de sa sœur afin de rallonger sa jeunesse. Vivant dans la peur de celle-ci, elle n'a jamais osé s'opposer à elle.

Alliés des pionniers
- Cindy, est serveuse dans le restaurant d'un petit hôtel dans la vallée de la mort. Elle suit avec passion les aventures des pionniers qui la sortent de son quotidien morne et solitaire. Lorsqu'elle rencontre Andrew et Harmony, sa vie bascule et elle prend conscience de ce qui se passe vraiment dans les coulisses de son émission favorite. Lorsqu'elle assiste au mariage des pionniers à Cap Canaveral, elle y rencontre son futur mari Derek, qui se trouve être un militaire et avec qui elle s'engagera dans la résistance pour faire tomber Serena McBee.

- Ruben Rodriguez, s'occupant de l'animalerie du projet Genesis, il se retrouve malencontreusement informé de l'existence du rapport Noé qui explique la non viabilité de la base de New Éden. Rongé par la culpabilité, il tente de prévenir Léonor avant le décollage mais il est arrêté par la sécurité. Heureusement avant ça, elle récupère son portable où sont cachées les captures d'écran du fameux rapport Noé. Il finit par être exécuté par Séréna et ses sbires. Il laisse derrière lui un enfant et une femme, Cécilia Rodriguez.

- Andrew Fisher, fils de Sherman Fisher et hacker de génie, il en veut énormément à son père qui est un des responsables principaux du projet Genesis de ne pas avoir été sélectionné pour partir sur Mars. Il veut d'abord se venger de son père mais après la mort de celui-ci, il est rongé par cet événement suspect. Enquêtant tout l'été dans la vallée de la mort, il comprend que la mort de son père n'a rien d'accidentelle. Il finit par remonter jusqu'à Séréna McBee dont il découvre les machinations. Lui et Harmony McBee devenant les "responsables survie" des pionniers, ils se retrouvent en cavale et sont les seuls remparts entre le bouton de dépressurisation de la base de New Éden et Séréna McBee.
- Harmony McBee, présentée plus haut.

Les ennemis des pionniers
- Orion Seamus, d'abord agent de la CIA, caractérisé par la perte d'un de ses yeux recouvert d'un bandeau, il devient le garde du corps de Séréna. Enquêtant sur elle, il découvre la vérité au sujet de ses clones et décide de lui faire du chantage pour la pousser à l'épouser. Il commet ensuite un certain nombre de meurtres pour elle avant qu'elle ne se retourne contre lui.

- Arthur Montgomery, responsable médecine des pionniers ayant pour élève Alexei et Léonor, il est passionnément amoureux de Séréna, qui l'utilise sans vergogne. Mais il se révèle être maladif jaloux et se retourne contre elle en comprenant la nature de ses relations avec Orion Seamus.
- Serena McBee, présentée plus haut.

## Réception

### Accueil critique
Les quatre romans ont reçu un accueil positif de la presse. La série apparaît également au Salon du livre de Paris en 2018.
Le Point le considère comme « le Hunger Games d'une société qui n'a rien de post-apocalyptique », et la compare avec notre société actuelle : « Phobos porte un regard particulièrement juste sur la dictature des écrans et notre rapport à l'image ». Le magazine critique toutefois ses quelques « facilités scénaristiques » et « une écriture parfois naïve ».
La série est lue en grande majorité par des lectrices.

### Distinctions
Phobos a été lauréat du Prix Imaginales pour le premier tome.
Phobos a également été nommé lors du Grand prix de l'Imaginaire en 2016.